# Саут-Вашері (Луїзіана)
Саут-Вашері (англ. South Vacherie) — переписна місцевість (CDP) в США, в окрузі Сент-Джеймс штату Луїзіана. Населення — 3388 осіб (2020).

## Географія
Саут-Вашері розташований за координатами 29°56′25″ пн. ш. 90°41′16″ зх. д. / 29.94028° пн. ш. 90.68778° зх. д. (29.940238, -90.687698).  За даними Бюро перепису населення США в 2010 році переписна місцевість мала площу 13,44 км², з яких 13,27 км² — суходіл та 0,18 км² — водойми.

## Демографія
Згідно з переписом 2010 року, у переписній місцевості мешкали 3642 особи в 1332 домогосподарствах у складі 1042 родин. Густота населення становила 271 особа/км².  Було 1423 помешкання (106/км²).
Расовий склад населення:
| - 64,6 % — білих - 34,2 % — чорних або афроамериканців - 0,1 % — корінних американців |

До двох чи більше рас належало 0,6 %. Частка іспаномовних становила 1,3 % від усіх жителів.
За віковим діапазоном населення розподілялося таким чином: 23,7 % — особи молодші 18 років, 61,9 % — особи у віці 18—64 років, 14,4 % — особи у віці 65 років та старші. Медіана віку мешканця становила 41,5 року. На 100 осіб жіночої статі у переписній місцевості припадало 99,5 чоловіків;  на 100 жінок у віці від 18 років та старших — 97,2 чоловіків також старших 18 років.
Середній дохід на одне домашнє господарство  становив 74 366 доларів США (медіана — 57 193), а середній дохід на одну сім'ю — 81 628 доларів (медіана — 63 898). Медіана доходів становила 50 856 доларів для чоловіків та 35 813 долари для жінок. За межею бідності перебувало 5,6 % осіб, у тому числі 13,3 % дітей у віці до 18 років та 2,9 % осіб у віці 65 років та старших.
Цивільне працевлаштоване населення становило 1770 осіб. Основні галузі зайнятості: виробництво — 19,8 %, освіта, охорона здоров'я та соціальна допомога — 19,8 %, транспорт — 11,9 %, роздрібна торгівля — 10,8 %.